# Schulhaus Puchheim

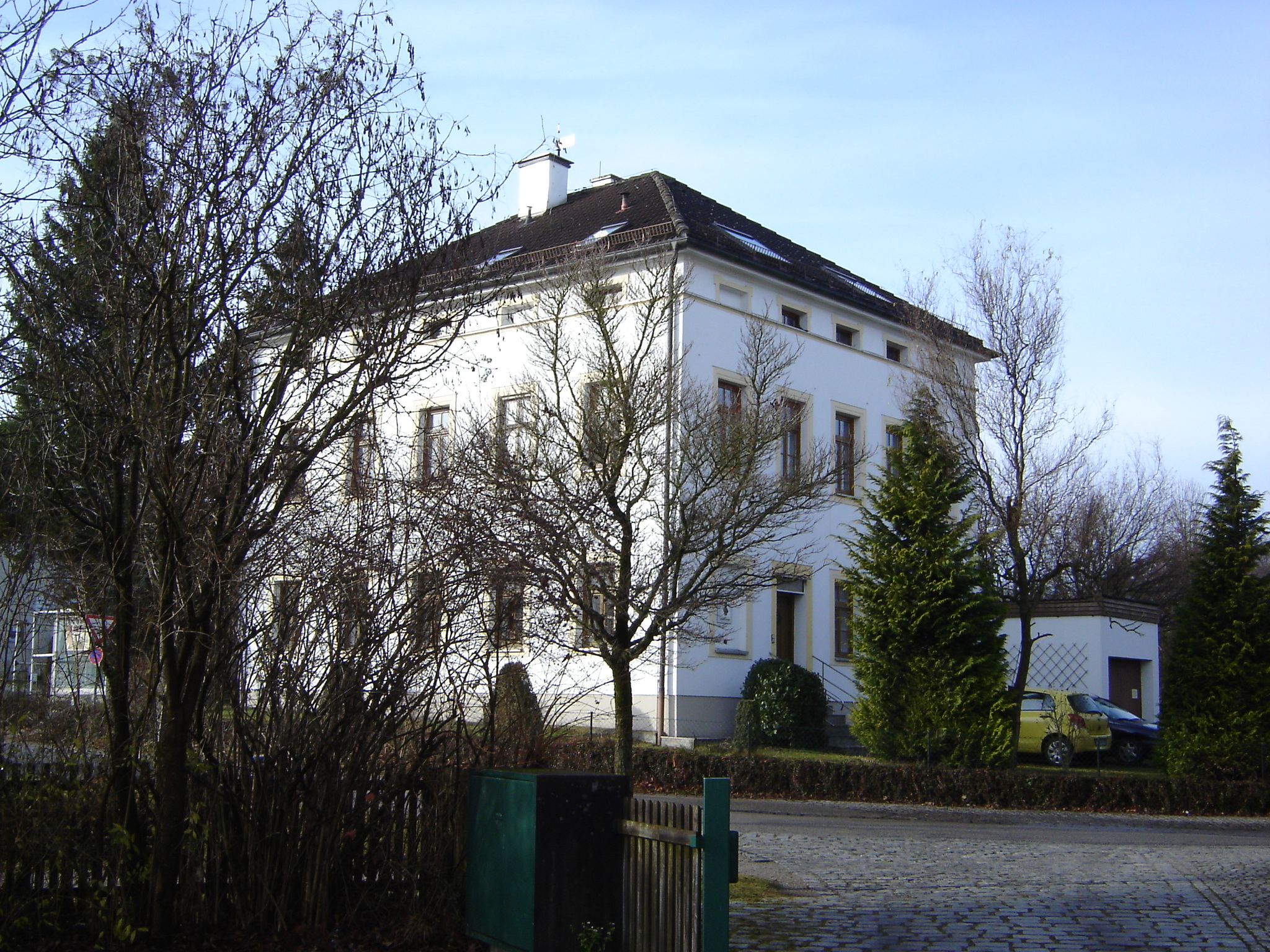
Schulhaus in Puchheim

Das Schulhaus in Puchheim, einer oberbayerischen Stadt im Landkreis Fürstenfeldbruck, wurde 1849 errichtet. Das ehemalige Schulgebäude an der Dorfstraße 1 ist ein geschütztes Baudenkmal.
Der zweigeschossige Walmdachbau mit befenstertem Kniestock wurde 1876 aufgestockt.
Das Gebäude wird heute als Wohnhaus genutzt.